# Эврикома
Эврикома (лат. Eurycoma) — небольшой род деревянистых растений семейства Симарубовые (Simaroubaceae), распространённый в тропиках Юго-Восточной Азии.

## Ботаническое описание
Деревья до 10 м высотой, реже кустарники, однодомные или двудомные. Листья непарноперистые; листочки более или менее супротивные и сидячие, цельные, голые.
Цветки 5(6)-мерные, собраны в пазушные полузонтичные тирсы. Чашелистики основании сросшиеся. Лепестки выпукло-створчатые, опушённые. Нити тычинок с очень маленьким придатком у основания; пыльники сросшиеся; стаминодии чередуются с тычинками в тычиночных цветках. Плодолистиков 5(6), заметные, стилодии сросшиеся; рыльце лопастное, щитковидное. Плод из 1—5 ореховидных мерикарпиев, яйцевидные, двукильные, 10—20 мм длиной; зрелый экзокарпий коричневый; околоплодник сухой.

## Виды
Род включает 3 вида:
- Eurycoma apiculata A.W.Benn.
- Eurycoma harmandiana Pierre
- Eurycoma longifolia Jack typus[1] — Эврикома длиннолистая